# Климат Луги
|                                               | Январь | Февраль | Март | Апрель | Май | Июнь | Июль | Август | Сентябрь | Октябрь | Ноябрь | Декабрь | За год |
| --------------------------------------------- | ------ | ------- | ---- | ------ | --- | ---- | ---- | ------ | -------- | ------- | ------ | ------- | ------ |
| Атмосферное давление                          | 751    | 751     | 750  | 751    | 752 | 750  | 749  | 749    | 751      | 751     | 751    | 751     | 750    |
| Относительная влажность воздуха в 13 час. (%) | 86     | 81      | 67   | 60     | 51  | 56   | 61   | 64     | 68       | 78      | 87     | 88      | 71     |
| Продолжительность солнечного сияния (часов)   | 27     | 48      | 148  | 181    | 262 | 291  | 287  | 239    | 147      | 70      | 26     | 20      | 1746   |
| Число дней без солнца                         | 21     | 15      | 8    | 5      | 2   | 1    | 1    | 2      | 4        | 12      | 21     | 24      | 116    |

| Показатель              | Янв. | Фев.  | Март  | Апр. | Май   | Июнь  | Июль | Авг. | Сен. | Окт. | Нояб. | Дек.  | Год  |
| ----------------------- | ---- | ----- | ----- | ---- | ----- | ----- | ---- | ---- | ---- | ---- | ----- | ----- | ---- |
| Средняя температура, °C | −8,9 | −8,35 | −3,45 | 4,15 | 11,85 | 15,55 | 17,3 | 15,6 | 10,6 | 5,15 | −1    | −6,25 | 4,35 |
| Норма осадков, мм       | 33   | 30    | 30    | 32   | 47    | 68    | 75   | 81   | 65   | 51   | 44    | 38    | 594  |

## Климат Ленинградской области
Климат Ленинградской области атлантико-континентальный. Морские воздушные массы обусловливают сравнительно мягкую зиму с частыми оттепелями и умеренно-тёплое лето. Количество осадков за год 600—700 мм. Наибольшее количество осадков выпадает на возвышенностях. Минимальное количество осадков выпадает на прибрежных низменностях. Наибольшее количество осадков выпадает с июня по сентябрь.

## Климат Луги
Климат Луги похож на средний климат для области, однако он немного более континентальный, здесь меньше осадков, а самое главное больше часов солнечного сияния, за год здесь на 20-40 ясных дней больше (в основном летом). Именно поэтому Лугу называют «северным Крымом». Поступление солнечного тепла на протяжении года неравномерное, что обусловлено большими изменениями высоты стояния солнца над горизонтом (в полдень от 7 градусов в декабре до 53 градусов в июне) и продолжительности дня (от 5 часов 50 минут в декабре до 18 часов 10 минут в июне). Минимум температуры −39, максимум +39.

### Июнь
В июне в лужский район приходит лето, население Луги и района сильно увеличивается за счёт приезда дачников. В начале июня, температура ещё неустойчивая, +15 в среднем, однако к концу месяца в самые длинные дни температура воздуха +18 — +20, днём до +25.

### Июль
Самый жаркий месяц в районе, но день начинает убывать (хотя он по-прежнему очень велик — 17 часов), начинаются летние дожди. Температура +21 в среднем, а в отдельные дни до +30, осадков немало, но они быстрые, резкие, поэтому и солнца в июле тоже много, бывает жарко.

### Август
В это время начинается сбор урожая, поэтому в районе наибольшее кол-во дачников, это самый влажный месяц в году, температура в среднем +20, достаточно тепло, также в этом месяце самая тёплая вода в водоёмах. Начинается грибной сезон.

### Сентябрь
Начало сентября — по сути продолжение лета, день ещё 14 часов, температура днём нередко бывает +20, ещё можно купаться, очень много грибов, об осени напоминают лишь уезжающие школьники, студенты, начало занятий. Однако во второй половине месяца, ситуация меняется, температура падает до 14 градусов днём, листья желтеют, наступает осень…

### Октябрь
В начале месяца случаются возвраты тепла, но температура редко доходит до +15, листопад в самом разгаре, также ещё немало грибов, к концу месяца уезжают почти все дачники, остаются лишь зимующие, бывают первые заморозки, выпадает первый снег.

### Ноябрь
На дорогах грязь и слякоть, но к концу месяца обычно ложится снежный покров, морозы до −10 градусов.

### Декабрь
Снежный покров уже сформирован, но лёд ещё только образуется, бывают оттепели, зима только начинается, под новый год температура стабилизируется на уровне от −5 до −10 градусов, лёд обычно, но не всегда, уже крепкий для ходьбы по нему.

### Январь
Не самый холодный месяц, но самый снежный, оттепели редки, осадки — в виде снега, день начинает расти, но он ещё очень мал, около 6 часов, температура −8 градусов в начале месяца, −10 в конце, возможна до −25 градусов.

### Февраль
Оттепелей почти нет, средняя температура растёт от −10 в начале, до −8 в конце, изредка ночами может доходить до −30, лёд самый крепкий, осадков немного, солнца уже немало, день быстро растёт.

### Март
В начале месяца дыхание весны ещё незаметно, средняя температура в районе −6, но уверенно растёт, солнца немало, оттепели по-прежнему редки, но чаще чем в феврале. Ко второй половине месяца количество часов солнечного сияния растёт, день уже 12 часов. Тепло и мороз часто сменяют друг друга, погода неустойчивая. Этот месяц в различные года по погоде очень сильно различается. Самое время для зимних забав, ведь снежный покров в среднем 40 см. Температура непостоянна, в середине месяца −2, к концу 0 градусов.

### Апрель
С начала апреля обычно приходит настоящая весна, снег стремительно тает, температура +4, но лёд ещё достаточно крепок (при отсутствии в водоёме тёплых источников), бегут ручьи, прилетают птицы. Ко второй половине апреля снег можно увидеть лишь в лесной прохладе. Набухают почки, раскалывается лёд, температура +8 градусов, бывает до +15.

### Май
В начале мая, ещё случаются заморозки, температура +9, распускаются листья. К концу месяца приезжают дачники, температура +16, днём до +20, продолжительность светового дня 16 часов, вода ещё холодная, почва тоже. Начинаются посевные работы, приходит новое лето.

### Температура воды в озёрах и реках Лужского района
| Названия озёр и рек | Апрель | Май  | Июнь | Июль | Август | Сентябрь | Октябрь | Ноябрь |
| Череменецкое        | 2,8    | 8,7  | 15,5 | 19,3 | 18,6   | 14,2     | 7,3     | 1,9    |
| Самро               | 1,6    | 8,6  | 15,5 | 18,3 | 16,9   | 12,0     | 5,1     | 0,9    |
| Река Луга           | 3,0    | 8,6  | 17,3 | 19,8 | 18,4   | 13,5     | 6,4     | 2,3    |
| Река Оредеж         | 2,7    | 10,6 | 16,6 | 19,8 | 17,9   | 12,5     | 5,6     | 1,6    |
| Река Саба           | 4.4    | 11,8 | 17,2 | 20,0 | 18,2   | 12,9     | 4,3     | 2,1    |

### Изменение климата
В последнее время(начиная с конца XX века) на климат Лужского района Ленинградской области воздействуют те же тенденции, что и весь регион. Климат становится теплее, что особенно сказывается на том, что зимы становятся более мягкими, лета более жаркими, осень затяжной, а весна скоротечной. Вполне вероятно, что это следствие мирового потепления климата, однако не все ученые согласны с теорией глобального потепления вследствие промышленных выбросов в атмосферу углекислого газа, накопления его там и создания парникового эффекта(выбросы углекислого газа из-за деятельности человека быстро растут с конца XIX века до наших дней), антропогенного воздействия на атмосферу земли.
Если рассматривать климат за последние 15 лет, то есть 2001—2015 годы(что не совсем корректно, потому что для климата рассматриваются периоды от 30 лет и более), то самым холодным месяцем является февраль, а не январь, как ранее с температурой −6,8, а самым теплым по прежнему июль с температурой 19,2. Эти показатели заметно отличаются от приведенных выше многолетних данных.